# Edouard de Meeûs d'Argenteuil

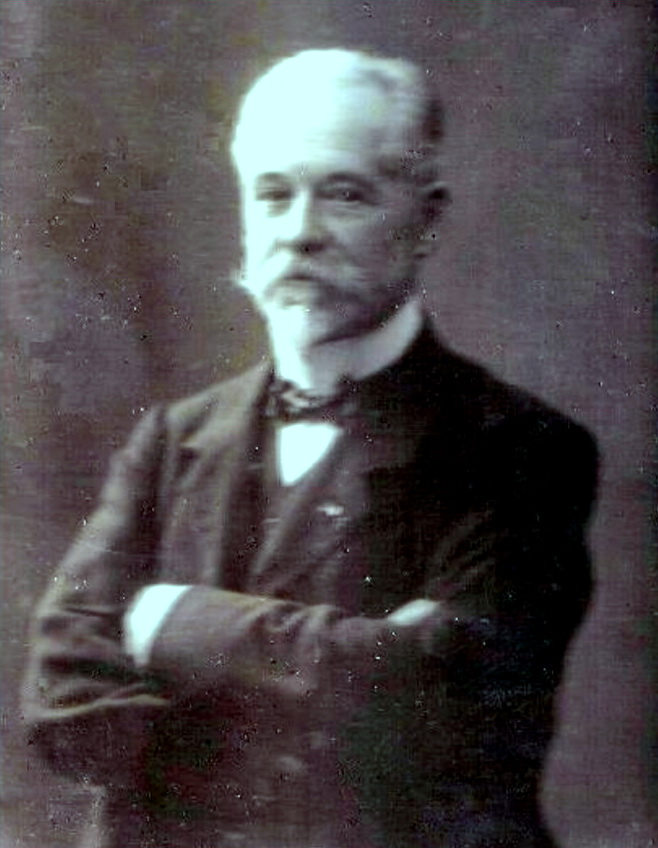
Edouard de Meeûs d'Argenteuil

Edouard Marie Paul de Meeûs d'Argenteuil (Les Waleffes, 14 september 1874 - Kerkom, 1 maart 1944) was een Belgische graaf, volksvertegenwoordiger en burgemeester.

## Levensloop
Edouard de Meeûs was een telg uit het geslacht De Meeûs (d'Argenteuil). In 1938 kreeg de familie vergunning om d'Argenteuil aan hun familienaam toe te voegen. Edouard was een zoon van Henri F. de Meeûs (1826-1913) en Amélie de Potesta (1832-1892). Zijn vader was een der grondleggers en vele jaren voorzitter van de raad van bestuur van de Maastrichtse aardewerkfabrikant Société Céramique. Edouard was eveneens bestuurder bij dit bedrijf, evenals zijn broers Louis en Henri Fernand de Meeûs.
Volgens sommige berichten was hij tevens landbouwingenieur. Hij was o.a. lid van het Provinciaal Comité Landschappen en voorzitter van de Kantonnale Federatie der Boerengilden van Sint-Truiden. Verder was hij lid van de Nationaal Hulp- en Voedingskomiteit, lid van de  Hospitaliteit Onze-Lieve-Vrouw van Lourdes en stichter-voorzitter van de fanfare Vermaak na Arbeid in Aalst (bij Sint-Truiden).
De Meeûs woonde met zijn gezin op het kasteel van Kerkom, eigendom van de familie van zijn echtgenote. Hij werd gemeenteraadslid en burgemeester van Kerkom, evenals provincieraadslid. Zijn kortstondig lidmaatschap van de Kamer van volksvertegenwoordigers is opmerkelijk: hij volgde op 27 mei 1913 François Portmans op en nog op dezelfde dag werd hij opgevolgd door Jean Ramaekers, mogelijk een record. In 1919 was hij namens de Nationaal Katholieken mede-opsteller van een open brief over de taalkwestie in het programma van de Katholieke Vereniging, gericht tegen het Katholiek Vlaamsch Verbond.

## Huwelijk en nageslacht
Graaf Edouard Marie Paul de Meeûs trad op 22 juni 1898 in het huwelijk met barones Rosine de Moffarts van Brienen (1875-1955), dochter van Fernand de Moffarts (1844-1922) en freule Emma van Brienen (1846-?). Het echtpaar had vier kinderen, drie dochters en een zoon:
- Adhémar de Meeûs d'Argenteuil (1899-1973), graaf, bestuurder van Société Céramique en burgemeester, ongehuwd
- Emma de Meeûs d'Argenteuil (1901-1986), gehuwd met Ludovic de Potesta de Waleffe (1900-1981)
- Geneviève Marie Henriette Ghislaine de Meeûs d'Argenteuil (1902-1996), gehuwd met baron Jean Ferdinand Joseph Ghislain de Vinck (1894-1983)
- Marie-Ange Thérèse-de-Jesus Monique de Meeûs d'Argenteuil (1906-1983), karmelietes